# キラメク誓い
「キラメク誓い」（キラメクちかい）は、2016年10月29日公開のアニメーション映画『映画 魔法つかいプリキュア! 奇跡の変身!キュアモフルン!』の挿入歌。同年10月12日にマーベラスからシングルが発売された。

## 概要
劇中挿入歌として用いられる楽曲で、作詞はこれまでプリキュアシリーズで作詞を手がけてきた青木久美子が、作曲は劇伴担当の高木洋がそれぞれ担当し、本編に登場する3人のプリキュアを演じる高橋李依（朝日奈みらい/キュアミラクル役）、堀江由衣（十六夜リコ/キュアマジカル役）、早見沙織（花海ことは/キュアフェリーチェ役）に加え、パートナー妖精でこの映画でプリキュアにも変身するモフルン（キュアモフルン）役の齋藤彩夏の4人がそれぞれの役名で歌っている。
曲調はシンフォニックでシリアスなアップテンポ楽曲となっており、作曲に当たってはクライマックスで使うことを前提に、高木が先行して作曲作業を行っている。監督の田中裕太から「プリキュアがダイヤ、ルビー、サファイア、トパーズとスタイルを次々と変えながら戦う場面にしたいので、各スタイルの変身BGMを盛り込んでほしい」「メインテーマ「魔法がひらく未来」を用いた戦闘BGM「伝説の魔法つかい!」のメロディも入れて欲しい」という具体的なリクエストを受け、随所に歌になりそうなメロディをピックアップしてまとめていった。高木は「変身BGMとメインテーマのメロディを散りばめた、アップテンポで楽しい曲になった。声優のみなさんもそれぞれに個性を発揮して歌ってくれて、とてもいい感じに上がったと思う」と語っている。
カップリング曲として、同じく挿入歌として用いられるバラード曲「ふたつのねがい」を収録、こちらは高橋と齋藤が歌を担当している。
ジャケットイラストは映画に登場する4人のプリキュアが描かれている。初回封入特典としてジャケットサイズステッカーが付属する。

## 収録曲
1. キラメク誓い (4:41)
歌：キュアミラクル（CV：高橋李依）、キュアマジカル（CV：堀江由衣）、キュアフェリーチェ（CV：早見沙織）、キュアモフルン（CV：齋藤彩夏）
作詞：青木久美子、作曲・編曲：高木洋
  - 東映系アニメ映画『映画 魔法つかいプリキュア! 奇跡の変身!キュアモフルン!』挿入歌
2. ふたつのねがい (4:48)
歌：朝日奈みらい（CV：高橋李依）、モフルン（CV：齋藤彩夏）
作詞・作曲：藤本記子（Nostalgic Orchestra）、編曲：福富雅之（Nostalgic Orchestra）[3]
歌う際に当たっては、齋藤は「使われるシーンを聞いて最初寂しい気持ちで歌ったものの、「モフルンだったら、みらいが絶対に助けに来てくれると思うはず」という話を聞き、ならばみらいのことを思うだけで温かい気持ちになるだろう、優しい気持ちで歌ってみようとなった」と語っており、高橋は「普通の女の子としてのみらいの人生の中で、モフルンとはずっと一緒だったので、家族に語りかけるように歌った」と語っている[4]。
  - 東映系アニメ映画『映画 魔法つかいプリキュア! 奇跡の変身!キュアモフルン!』挿入歌
  - ABC・テレビ朝日系列テレビアニメ『魔法つかいプリキュア!』第49話挿入歌
3. キラメク誓い（Instrumental） (4:41)
4. ふたつのねがい（Instrumental） (4:43)